# Distretto militare (Italia)
Il distretto militare in Italia era una struttura territoriale delle forze armate italiane che si occupava di alcune incombenze circa il servizio militare di leva in Italia. Con la sua sospensione nel 2004 sono stati trasformati prima in Centri documentali e poi in Uffici documentali.

## Storia

### L'unità d'Italia e la costituzione
Vennero istituiti col Regio decreto 13 novembre 1870, n. 6026, a far data dal 16 dicembre, col compito di valutare l'idoneità al servizio militare di leva e ai relativi comandi vennero affidate le operazioni relative al reclutamento e alla mobilitazione delle classi di leva. I primi distretti furono quarantacinque, e sostituirono i sessantanove comandi militari di provincia e dei numerosi "Comandi di piazza". 
Originariamente i distretti militari ebbero anche compiti di formazione dei reparti della milizia territoriale e della milizia mobile, nei casi di richiamo alle armi. I distretti militari erano distinti in tre classi, secondo la popolazione e l’importanza delle località. Tra il 1871 e il 1897 il numero dei distretti militari passò da 45 a 62 poi a 88. Nel 1910 le operazioni relative alla mobilitazione passarono ai "depositi reggimentali", mentre i distretti mantennero le attribuzioni relative alla costituzione, in caso di mobilitazione, di reparti di milizia territoriale di fanteria e di plotoni speciali, e quelle relative alla requisizione dei quadrupedi e dei veicoli e venne stabilito che i distretti funzionassero solamente per il reclutamento.

### Le riforme nel primo dopoguerra e il secondo conflitto mondiale
Con Regio decreto 20 aprile 1920, n. 451 - convertito in Legge 17 aprile 1925, n. 473 - i distretti divennero 106 e nel 1923 i distretti ebbero giurisdizione sul loro territorio per tutto quanto concerneva le operazioni di leva e il servizio militare degli ufficiali inferiori, dei sottufficiali e dei militari di truppa in congedo, nati o residenti in quella parte di territorio e la mobilitazione di determinati reparti. La legge 11 marzo 1926, nº 396, portò a 100 il numero dei distretti dividendoli in cinque categorie: 1ª, Roma; 2ª, Firenze, Milano, Torino; 3ª, distretti in sede di corpo d'armata; 4ª, distretti in sede di divisione; 5ª, tutti gli altri.
Il Regio decreto 11 ottobre 1934, n. 1723 - Legge 7 giugno 1934, n. 899 - confermò il numero di 100 distretti, presenti nelle province dell’epoca e nelle seguenti località: Aversa, Barletta, Belluno, Casale, Chivasso, Lodi, Milano 1 e Milano 2, Mondovì, Monza, Nola, Oristano, Orvieto, Pinerolo, Pola, Roma 1 e Roma 2, Sacile, Spoleto, Sulmona, Tortona e Treviglio. Nel 1937 vennero istituiti i distretti di Rodi per l’Egeo e di Enna. L'Articolo 30 ella legge 9 giugno 1940, nº 368, sull’ordinamento del Regio Esercito, portò a 116 i distretti militari, cui vennero assegnati ufficiali superiori e inferiori, delle varie armi e servizi compresi nelle rispettive tabelle organiche.
Dopo la seconda guerra mondiale i distretti militari mantennero le funzioni di selezione e reclutamento obbligatorio, e le funzioni attinenti al servizio matricolare e alla sistemazione della forza in congedo, riguardo alla conservazione e gestione della documentazione ufficiale relativa al servizio militare reso dai cittadini allo Stato, e attività di certificazione e gli ufficiali inferiori, i sottufficiali e i militari di truppa di qualsiasi classe, nati o risiedenti nel territorio di un distretto, erano in forza al comando di quel distretto e dovevano far capo per tutte le questioni relative al loro servizio militare nell'esercito esclusivamente ad esso.

### La sospensione della leva e i "Centri Documentali"
A seguito della legge 14 novembre 2000, n. 331 che stabiliva il superamento leva militare obbligatoria in un periodo di sette anni, stabilendo che il servizio militare fosse effettuato da personale professionale in servizio permanente o volontario, i distretti militari sono passati alle dirette dipendenze dei Comandi Reclutamento Forze di Completamento regionali, nell’ambito dell’Ispettorato Reclutamento Forze di Complemento e, successivamente, dopo la sospensione della leva, sono stati soppressi i Gruppi selettori e i Consigli di leva. Le procedure di reclutamento dei volontari sono passate ai Centri di selezione VFP1 di Milano, Roma e Palermo.
Dopo l'emanazione della legge Martino, nel 2005 i distretti sono stati rinominati Centri Documentali ed istituiti in tempi diversi alle dipendenze dei Comandi militari territoriali dell’esercito, con funzione burocratica ed attività documentale, certificativa e di informazione al pubblico, di custodia degli archivi e delle attività residuali della leva.

### Gli uffici documentali
A partire dal 2010 i Centri documentali sono stati rinominati in "Uffici Documentali del Comando Militare Esercito" (UDOC), lo "sportello dell'Esercito" verso il cittadino, e in  Reparti Attività Territoriali. Svolgono principalmente attività di aggiornamento e custodia dei fascicoli soggettivi di militari e militari in congedo (fogli matricolari, congedi, ecc.).
Attualmente sono 19 uffici documentali e 4 reparti attività territoriali.

## Caratteristiche

### Descrizione
Era una suddivisione di territorio nazionale italiano sulla quale ha giurisdizione l'organo militare chiamato Comando di distretto militare. Generalmente il territorio distrettuale coincide con quello provinciale della circoscrizione amministrativa, salvo alcune eccezioni che sono state consigliate da considerazioni di ordine operativo o di mobilitazione. Il territorio di ciascun distretto era suddiviso in "zone militari".

### Organizzazione
I distretti militari disponevano di un reparto distrettuale, di costituzione e forza proporzionati all'importanza del distretto, che andavano da un battaglione di due compagnie, per il distretto di Roma, a un plotone, per i distretti di 5ª classe, che avevano principalmente i seguenti compiti: fornire al Comando del distretto e ai comandi di grandi unità, risiedenti nella stessa località sede del comando del distretto, il personale di truppa ad essi occorrente e provvedere all'amministrazione e alla disciplina delle reclute e dei richiamati, durante il tempo in cui rimangono presso il comando del distretto.
Il comando di distretto militare era generalmente articolato in:
- comandante
- ufficio comando, che tratta tutte le questioni di carattere generale
- ufficio reclutamento e mobilitazione, per gli studî e i provvedimenti relativi al reclutamento, alla mobilitazione, ai richiami di classi
- ufficio amministrativo

Nei distretti più importanti il comando di distretto militare era retto da un colonnello. 

## Le competenze dei nuovi "Uffici documentali"
Con la sospensione della leva, i Centri documentali prima, e ora gli Uffici documentali (UDOC), svolgono prevalentemente attività documentale, rivolta al personale che ha terminato il servizio militare, informativa, per chi cerca informazioni sull'arruolamento e la riserva e di servizio per altre istituzioni come i Comuni o l'INPS.
Presso gli uffici è possibile richiedere documenti in copia, certificati ed avviare pratiche di diverso tipo, in particolare:
- rilascio di certificati relativi al servizio militare di leva prestato;
- avviare pratiche a carattere medico-legale (coinvolgimento in incidenti, infortuni, patologie particolari);
- inviare ed istruire le domande di appartenenza alle forze di completamento volontarie e per la riserva selezionata;
- ricevere informazioni per le domande di arruolamento nelle forze armate italiane.

Tutti i documenti citati possono essere richiesti direttamente presso gli sportelli al pubblico dei Centri abilitati oppure, attraverso i Comuni di appartenenza che abbiano sottoscritto apposite convenzioni con i Comandi Militari. Queste informazioni sono disponibili sui siti internet delle proprie amministrazioni comunali. In seguito all'entrata in vigore della legge 23 agosto 2004, n. 226 gli appartenenti alle classi 1986 e successive non hanno bisogno di alcuna certificazione per dimostrare la loro posizione nei confronti del servizio militare obbligatorio.